# آیگارس کالویتیس
آیگارس کالویتیس (انگلیسی: Aigars Kalvītis؛ زادهٔ ۲۷ ژوئن ۱۹۶۶) یک سیاست‌مدار اهل لتونی است. وی از دسامبر ۲۰۰۴ تا دسامبر ۲۰۰۷ نخست‌وزیر این کشور بود. و هم‌اکنون به‌عنوان مدیرعامل شرکت لاتویاس گاز فعالیت می‌کند.